# Mig & Che
|  | Denne artikel er oprettet af botten PalnaBot ud fra en ekstern database. Den kan derfor have sproglige fejl eller mangler. Denne skabelon kan fjernes efter kontrol af indholdet. |

Mig & Che er en kortfilm fra 2007 instrueret og manuskript af Morten Boesdal Halvorsen.

## Handling
1980: Che og Allan er bedste venner. Che vokser op i et frit kollektiv, Allan vokser op i et småborgerligt hjem. Begge ønsker alt det, den anden har. Che bliver mere og mere grænsesøgende i sin jagt på rammer og regler, og får Allan dybt involveret, da han beslutter, at tage ordentlig afsked med kollektivet og sine forældre. Det bliver mere alvorligt end Allan nogensinde havde drømt om.